# Marcatoons
Marca toons fue una serie de dibujos animados del sitio web deportivo español Marca, que se emitió desde el 5 de enero de 2007 hasta el 26 de enero de 2012.
Fue creada por el semanario español El Jueves y sus protagonistas fueron figuras destacadas del deporte tanto nacional como internacional, quienes eran retratados en clave de humor a través de las noticias deportivas.
El sitio web del diario deportivo estrenaba un sketch diario de martes a sábado todas las mañanas a las 8:00 (CET), y cada pieza tenía una duración aproximada de 1 minuto. La tecnología utilizada para confeccionar cada capítulo de los Marcatoons era similar a la que emplean los grandes estudios cinematográficos en sus producciones animadas.
En verano de 2010, cambió de realizadores, pasando a ser El Jueves quien se encargaba de la producción. A partir de entonces, los episodios se estrenaban semanalmente, cada jueves, y tenían una duración de unos 2 minutos.

## Marcatoons 2007->2010

### Crítica y público
Los capítulos más recientes de Los Marcatoons son vistos por un promedio de 0,2 millones de espectadores, lo que constituye todo un éxito de audiencia. Cada capítulo tiene la posibilidad de ser valorado por sus espectadores, con una valoración máxima de cinco estrellas. La media de la mayoría ronda las cuatro estrellas y media, pero no por ello se libran de la crítica de los espectadores más descontentos, quienes plasman, muy a menudo, sus quejas en los comentarios que la página permite dejar en cada capítulo.
El peor valorado (aproximadamente 13.000 votantes le han concedido únicamente dos estrellas) es el estrenado el 21 de septiembre de 2007, titulado "La vuelta". En él intervienen Lewis Hamilton y el comentarista deportivo José María García.
Además de "Una letra Marcatoons", otro capítulo reciente que ha conseguido las cinco estrellas es el que salió tras ganar la Eurocopa, titulado "Adiós, Campeón". En este capítulo, Luis decide marcharse de Los Marcatoons, pero decide quedarse tras ver algunos de los sketches que ha protagonizado. Una particularidad de este capítulo es que Luis aparece rapado por ganar la Eurocopa. Otro episodio que ha llegado a las cinco estrellas es llamado "Mensaje a los fans", del 4 de septiembre de 2008. El 14 de octubre de 2008 hubo otro episodio que alcanzó la máxima votación: Un paseo por las nubes. El 15 de septiembre de 2008, otro Marcatoons alcanzó las 5 estrellas, titulado La Batalla Belga.

### Personajes creados
La gran familia de Los Marcatoons creó a 37 personajes, además de Hugo (el perro de Manuel Ruiz de Lopera), que aparece con Marcatoon propio:
Relacionados con el Real Madrid (11 en total):
- Florentino Pérez (presidente): El presidente del Real Madrid es un hombre forrado de dinero al que le encanta gastar cuanto pueda. Entre sus aficiones destacan llamar a los otros Marcatoons "pobres" o gastarse millones y millones de euros en fichajes caros, como el de Cristiano Ronaldo. También debe decirse que él considera que cualquier trasto u objeto sin apenas valor puede costar como mínimo un millón de euros.
- Bernd Schuster (exentrenador y exjugador): Un tipo muy serio que todos creen que jamás ha sonreído, incluido él mismo. Muchos dicen que lo hace por miedo a que se le despenine su frondoso bigote rubio. Considera que su Madrid tiene mucha suerte y que siempre gana de chiripa en el último minuto. También destaca por decir mucho la frase «Claro, claro».
- Pedja Mijatović (exjugador y exdirector deportivo): «El héroe de la séptima» es un gran amigo de Calderón que, la verdad, no era demasiado bueno fichando jugadores. Pero hay algo en lo que nunca falla: llevar hasta el último pelo de la cabeza lleno de fijador para el cabello.
- David Beckham (exjugador; también aparece como jugador de LA Galaxy y AC Milan): Es un jugador británico al que le encanta ir a la moda, anunciar perfumes y salir en anuncios. Su esposa es la conocida Victoria, de la que está hablando y presumiendo.
- Fabio Capello (exentrenador; también aparece como seleccionador de Reino Unido): El antiguo entrenador del Real Madrid piensa, al igual que Schuster, que su Madrid tiene mucha suerte o, como a él le gusta decirlo, «flor en el culo». Procura no entrenar a algún equipo demasiado bien, ya que dice que si lo hace le echarán del equipo. Se caracteriza especialmente por gustarle mucho el juego defensivo.
- Ramón Calderón (expresidente): Un personaje que destaca especialmente por todos los fichajes que le gustaría hacer: Ibrahimović, Villa, Cazorla, Cesc Fàbregas, Kaká... Pero el que él espera sobre todo es a su ansiado y querido Cristiano Ronaldo. También le gusta mucho prometer cosas, aunque no sean verdad, por eso dice mucho la frase «lo prometo». Además, le gusta mucho infiltrar gente en sus reuniones, cosa que ya hizo una vez en la vida real.
- Raúl (exjugador): El eterno capitán del Real Madrid es un personaje bastante harto de ser suplente, ya que lo es en el Real Madrid y en la selección española, pues se quedó bastante fastidiado al no ser convocado por Luis Aragonés para la Eurocopa de 2008, con quien no se lleva demasiado bien. Aunque al final fue Raúl quien le llevó a la Eurocopa en avión. Por alguna extraña razón, tampoco le cae muy bien Cristiano Ronaldo.
- Cristiano Ronaldo (exjugador): Es un futbolista que se considera a sí mismo mucho mejor y mucho más guapo que Messi, con quien a menudo compite por ser el mejor. Es un hombre rodeado de lujos, de los que a veces habla. Le encanta hacer flexiones y salir en anuncios.
- Guti (exjugador): Siempre quiere ir a la última moda y le gusta cuidar mucho su aspecto físico, poniéndose laca o perfumes. Es bastante delicado, ya que en numerosos sketches habla sobre haberse partido el cuádriceps o cualquier otro hueso o músculo. Sin embargo, puede llegar a ser un muy buen jugador.
- Jorge Valdano (exentrenador, exdirector general y exadjunto al presidente): Personaje muy culto y refinado que, entre otras cosas, disfruta leer o componer poesías y sonetos. Aunque la verdad, pone de los nervios a muchos Marcatoons, en especial a Javier Clemente.
- Juande Ramos (exentrenador): No sale en demasiados capítulos, así que lo único que podemos decir de él es que suele decir muchas palabras a trompicones que, a menudo, son palabrotas. Sin embargo, después de decir la primera sílaba tres o cuatro veces, dice una palabra distinta que empieza por la misma sílaba y no es de mal gusto.

Relacionados con el Fútbol Club Barcelona (7 en total):
- Pep Guardiola (exentrenador): Un hombre muy humilde que se caracteriza por siempre respetar al rival, incluido al Madrid. Pero, en cuanto un jugador del Barça, como Eto'o o Messi, por ejemplo, le dice que no hay cámaras, actúa con naturalidad y dice lo que realmente piensa.
- Frank Rijkaard (exentrenador; también aparece como entrenador del Galatasaray): Un tipo bastante serio y con una voz que a muchos les causa somnolencia. Él mismo dice que entrenar al Barça es toda una odisea, y la verdad es que se quedó muy tranquilo cuando le despidieron. También hay que destacar su peinado, del que muchos piensan que parece un sauce llorón.
- Lionel Messi (exjugador): La Pulguita es un gran jugador, como todos sabemos, y juega un papel importante en los Marcatoons, ya que es uno de los mayores cracks del mundo del fútbol. A menudo sale hablando de los goles que le ha metido a algún equipo, con algún compañero del Barça, con algún rival del Madrid o con su gran amigo el Kun Agüero.
- Ronaldinho (exjugador; también aparece como jugador del AC Milan): Aficionado a la fiesta, a las juergas y a atracarse a comer. Se salta los entrenamientos, se corre un montón de juergas, llama a todo el mundo «amigo» y en el equipo le conocen como la «oveja negra».
- Samuel Eto'o (exjugador; también aparece como jugador del Inter de Milán): El jugador camerunés odia al Madrid y a Ibrahimović, ya que le quitó el puesto de delantero en el Barça. Siempre está llamando a todo el mundo «hermano», ama al Barça y todo lo que tiene algo que ver con él, pero a veces no puede evitar tener algo de preferencia por el RCD Mallorca.
- Zlatan Ibrahimović (exjugador): Solo salió en la última temporada de los antiguos Marcatoons, pero eso solo nos basta para saber que era un jugador agresivo al que no le caía demasiado bien Villa, ya que le quitó el puesto de delantero en el Barça, al igual que lo hizo él con Eto'o. También hay que destacar que es un jugador muy alto, lo cual se ve sobre todo cuando sale junto a Messi.
- Joan Laporta (presidente): Un catalán odiador de España y del Real Madrid de los pies a la cabeza. Le gustan bastante las palabras que empiezan con el prefijo "tri-", debido al triplete del Barça de 2009. También podemos deducir que le gusta mucho bañarse con champán.

Relacionados con el Atlético de Madrid (2 en total):
- Javier Aguirre (exentrenador): También aparece como seleccionador de México. Destaca principalmente por su acento mexicano y porque dice expresiones como «güey» o «así como no más». También es un gran fan del Atleti, obviamente, pero tampoco le afectó mucho cuando lo echaron.
- Kun Agüero (exjugador): Un jugador de clase mundial, como todos sabemos, que odia al Real Madrid y a la mayoría de los defensas del Atleti, en especial a Perea. Adora al Atleti, pero muchas veces podemos oírle pidiendo información sobre algún equipo inglés, como el Chelsea o el Arsenal.

Relacionados con el Betis (3 en total):
- Manuel Ruiz de Lopera (†) (expresidente): Un gran fan, hincha y amante del Betis, siempre está diciendo que salvará al beticismo y lo sacará de la UVI. A menudo se mete con Del Nido, a quien le llama calvo, entre otros insultos. También suele salir con su perro Hugo, aunque a éste no siempre lo veamos. Entiende lo que quiere decir y mantiene conversaciones con él como si fuera con otra persona.
- Luis Fernández (exentrenador): Casi no sale en ningún sketch. Lo único que se destaca de él es su peculiar acento y que llama a todo el mundo «machote».
- Hugo (perro de Manuel Ruiz de Lopera).

Relacionados con el Sevilla FC (1 en total):
- José María del Nido (expresidente): Siempre está presumiendo del título de mejor equipo del mundo 2006/2007, aunque a veces lo lleva a conceptos distintos al fútbol. Siempre discute con Lopera debido a la rivalidad entre Betis y Sevilla. Tampoco le cae demasiado bien Juande Ramos por haber dejado el club y haberse ido al Tottenham a entrenar.

Relacionados con el Valencia (1 en total):
- Joaquín Sánchez Rodríguez (exjugador; también aparece como jugador de España): Su apodo es «El Pisha», aunque muchas veces les llama así a los demás Marcatoons. Es humorista en un local llamado «El club del Pisha», en el que cuenta monólogos y anécdotas del fútbol. En los sketches del 1,2,3 dice rimas al final para corregir los errores de los concursantes. También hay que destacar su extraña forma de reír.

Relacionados con la selección española de fútbol (4 en total):
- Luis Aragonés (†) (ex-seleccionador nacional de fútbol; también aparece como entrenador del Fenerbahçe): Probablemente estemos hablando del Marcatoon más importante de todos y, sin duda, uno de los más graciosos y divertidos. A menudo dice "y tal", "culo pelao" y "no, no, no, no, no, no, no". Muchas veces habla de su amigo Sesador y a veces usa las expresiones "tal y lo otro y el culo pelao" o "el tema y tal" para acabar las frases. En los castings él decide si los Marcatoons están aceptados o no, aunque siempre dice que sí. Odia a Vicente Del Bosque por quitarle el puesto de seleccionador nacional, a Raúl, a quien considera un mal jugador, y a los periodistas, a quienes describe como "cobardes y mentirosos".
- Javier Clemente (ex-seleccionador nacional de fútbol; también aparece como entrenador del Valladolid).
- José Antonio Camacho (ex-seleccionador nacional de fútbol; también aparece como entrenador del Osasuna y Benfica).

El Marcatoons más español de todos.
Este suele defender a su país de origen "España" y le disgustan los extranjeros
- Vicente Del Bosque (ex-seleccionador nacional de fútbol).

Relacionados con la selección argentina de fútbol (1 en total):
- Maradona(†) (ex-seleccionador de Argentina): Algo presumido y creído, ya que piensa que él es el mejor jugador de la historia. Por eso mismo, odia a Pelé.

Relacionados con el tenis (1 en total):
- Rafael Nadal (tenista).

Relacionados con el baloncesto (1 en total):
- Pau Gasol (jugador de la selección española de baloncesto y exjugador de Los Angeles Lakers).

Relacionados con la Fórmula 1 (3 en total):
- Fernando Alonso (piloto de McLaren; también aparece como piloto de Ferrari y Renault F1 Team): El Marcatoon con la cabeza más grande. Siempre discute con Hamilton y tiene ansias de ir a Ferrari.
- Lewis Hamilton (expiloto de McLaren).
- Flavio Briatore (exdirector de la escudería Renault F1 Team).

Relacionados con el periodismo deportivo (2 en total):
- José María García (excomentarista deportivo).
- Andrés Montes (†) (experiodista deportivo).

Relacionados con el arbitraje de fútbol (1 en total):
- Andújar Oliver (ex-árbitro).

Relacionados con otros (4 en total):
- Eduard Punset (presentador de TV): Aparece cuando Luis Aragonés va al programa Redes.
- Papá Noel: Aparece cuando Calderón le escribe la carta a Papá Noel.
- Jugador de baloncesto del FC Barcelona: Aparece cuando ganan la copa de baloncesto en el sketch "El Barça".
- Mariano Rajoy: Aparece en el sketch "El botón", para poner un cartel detrás de donde están Hamilton y Beckham para anunciar los Mundotoons. En este artículo puedes ver qué son los Mundotoons.

### Otros personajes
En ocasiones, en algún capítulo ha intervenido otro personaje sin aparecer directamente (solo se oye su voz) o simplemente 'maquillando' a otros personajes (por ejemplo, se ha esbozado a Fernando Torres en dos ocasiones, cogiendo cualquiera de los muñecos y poniéndole su dorsal o una peluca rubia de espaldas). Entre los personajes que han llegado a intervenir sin contar con muñeco propio están Javier Irureta, Jesús Gil, el mencionado Fernando Torres`, Andrés Montes o Alfredo Di Stéfano; y también el DT José Mourinho. En un sketch titulado "El otro", también participó por dos veces la voz de Sergio Ramos en los sketches titulados "Marrones", "La prima de Calderón" y "Perezosos", donde salen también otros jugadores españoles como David Villa, Fàbregas e Iniesta. Este último, también en El futbolista perfecto, donde salen sus brazos. También participó la voz de Johan Cruyff en el sketch titulado "Cielo de entrenadores". En otro sketch llamado «El botón», aparece incluso Rajoy. También en «Risto Camachide expulsiones» sale Tin Tin Koeman. En «El vestuario» (un episodio que se emitió en enero), Aguirre entra por equivocación en el vestuario de Osasuna y se reencuentra con exjugadores suyos como Valdo o Webó.
Hay un personaje tridimensional que ha intervenido en varias ocasiones. Se trata del perro de Manuel Ruiz de Lopera, Hugo, aunque en el capítulo "Domingo de perros" sí que sale.
También en un episodio titulado "El precio justo" aparecía el jugador madridista Pepe, pero se notaba que era la aparición de un sketch por lo poco que se parecía al jugador. En el capítulo "Las maletas", donde Ramón Calderón se va, tiene en sus manos una foto de Cristiano Ronaldo con la firma CR7, aunque también se nota que no es un personaje "propio", ya que no se parece mucho. También ha aparecido Huntelaar en el episodio "Oscar 2009", como parte de la película El lector. Al contrario que Cristiano o Pepe, mencionados anteriormente, hay que reconocer que él sí que se parece mucho al propio Huntelaar.

### Tramas
Hacer, con un margen de 24 horas, un capítulo original cada día es muy difícil y, si la actualidad deportiva no da más de sí, aún más. Por ello, cuando no hay tiempo ni noticias, los guionistas suelen recurrir a tramas que, sin alejarse demasiado de la actualidad deportiva, son algo más generalistas que puntuales.
El histórico enfrentamiento entre Betis y Sevilla FC se plasma en más de una docena de capítulos, en los personajes de los presidentes de ambas entidades. El fallecimiento de Antonio Puerta y la pacificación del conflicto hispalense ha podido acabar con una de las tramas "históricas" de los Marcatoons.
El pique entre Alonso y Hamilton se ha materializado en muchos capítulos, en los que éstos discuten, repitiendo los tópicos de cabezón y llorica refiriéndose a Alonso, y tramposo, conguito y niñato de papá refiriéndose a Hamilton. Sin embargo, en el capítulo "Rabiando bajo la lluvia", discuten, pero deciden insultar a los primeros y chocan las manos. También, en su presunto último capítulo juntos, ya que Alonso se va de la F-1, tienen la idea de intentar recordar buenos momentos, hasta que se dan cuenta de que solo se lo pasan bien discutiendo, así que deciden hacerlo por última vez. Pero al terminar el capítulo, Alonso le dice cariñosamente: "Te echaré de menos".
Las intervenciones de los exseleccionadores Camacho y Clemente no responden apenas a la actualidad deportiva en sí misma y se basan únicamente en la fuerte personalidad de estos personajes. Así y todo, sus capítulos reciben siempre una buena acogida gracias al patriotismo del murciano y a la chulería del vasco. Como Camacho es el entrenador del Osasuna y Clemente ex del Murcia, sus apariciones son más recientes y con más lógica.
Las "recopilaciones", "anuncios" y "homenajes" son capítulos sin prácticamente contenido e historia, que solo reúnen imágenes o pedazos de vídeos antiguos de los personajes y una música de fondo, imitando generalmente a anuncios de la televisión. Suelen salir muchas veces los lunes y vienen preparados del viernes y sábado, cuando los guionistas aún no tienen 'materia' para trabajar y vienen a "rellenar" huecos mientras tratan el mismo lunes en el capítulo del martes que recoge el resumen de la jornada liguera del fin de semana. Estos capítulos suelen tener una puntuación más baja de lo normal y reciben malas críticas.
Con la aparición de Alonso, se ha popularizado un tipo de episodio denominado Taxi Driver. En él, Fernando Alonso conduce un taxi en cuyo interior hay un personaje cliente, y charlan acerca de un tema de actualidad mientras la radio lanza pequeñas 'pullas'. Estos episodios son los que más hablan de la actualidad deportiva reciente.
Varios episodios usan el fondo de la serie Camera Café.
En numerosos episodios se han hecho parodias del programa de Telecinco Pasapalabra, donde normalmente no se repasa para nada la actualidad deportiva; tan solo se da más a conocer la personalidad de los Marcatoons. Estos episodios se solían hacer los martes o miércoles, cuando no había Champions, por lo tanto no había actualidad. Estos episodios son los más populares, con más de 600.000 visitas.

## Marcatoons 2010->2012
La nueva temporada de Marcatoons enseña a los usuarios de Marca lo que normalmente no vemos en el deporte: reuniones secretas, conversaciones disparatadas, un montón de situaciones imposibles y exageración de los estereotipos de los personajes. Además, al final de cada episodio saldrán dos aficionados (Sebas y Tom) comentando sobre la actualidad deportiva.
Personajes creados
Relacionados con el Real Madrid (14 en total).
- José Mourinho: Entrenador arrogante y creído, pero muy inteligente y optimista. Trata de llevar al Real Madrid a flote, aunque eso implique que los demás lo pasen mal.
- Florentino Pérez: El presidente del Real Madrid, molesto con Mourinho, ya que siempre se desentiende de él. Tiene mucho dinero para hacer fichajes.
- Özil: Alemán, desde que llegó a España no entiende castellano, y su única forma de expresarse en castellano es precedida por la frase: "Ozil..."
- Sergio Ramos: Futbolista distraído y que nunca atiende, aunque hay veces que demuestra inteligencia.
- Jorge Valdano: Arrogante y creído, al igual que Mourinho, pero ni es optimista ni es inteligente; tan solo es un pesado y un cansino. Renuncia después de que Mourinho le pusiera laxante en su comida.
- Cristiano Ronaldo: Siempre cuida su apariencia, aunque esto ponga en riesgo a su equipo. Además, cuando dicen quién es el mejor en algo, él siempre se entromete.
- Iker Casillas: Es el capitán del equipo y, como tal, debe asegurarse de que todo marche bien en él, aunque sea para su propio beneficio.
- Pedro León: Es el jugador más ignorado del equipo. Mourinho lo tortura de forma sádica, aunque después de su ida, Mourinho lamenta su pérdida. En algunos capítulos también se le ve como jugador del Getafe.
- Higuaín: Casi nunca aparece porque se lesiona constantemente. Habla con un acento argentino muy marcado.
- Kaká: Es un jugador muy disciplinado que siempre alaba a Dios y le agradece por todo lo que le pasa.
- Pepe: Un defensor que está dispuesto a dar patadas por todo lo que cree pertinente.
- Xabi Alonso: Se caracteriza por su descomunal barba.
- Karim Benzema: Aparece cuando la plantilla le pone una careta de Pedro León.
- Marcelo: Es un jugador cuyo rostro nunca se ve debido a sus rulos.

Relacionados con el Fútbol Club Barcelona (16 en total).
- Pep Guardiola: Siempre está tan desesperado que harta a los demás personajes. Sus métodos para dirigir son muy criticados, especialmente por Mourinho. También se le representa como tacaño o avaricioso.
- Lionel Messi: Aunque crezca de edad y de altura, de hecho es un niño inmaduro que no sabe casi nada y siempre pregunta.
- Carles Puyol: Como es el capitán del Barça, cuando Guardiola explica una táctica, él la refuta y, si obtiene un beneficio para Puyol, la cambia.
- Gerard Piqué: Él y Shakira están muy enamorados, pero a veces Piqué muestra las mismas poses de diva que ella.
- David Villa: Siempre se preocupa por anotar goles, pues se ha dicho que Chygrynskiy anota más que el lesionado y con los ojos vendados.
- Chygrynskiy: Según Guardiola, puede anotar más que Villa aún vendado de los ojos.
- Sandro Rosell: Muy español, está en contra del independentismo catalán y a favor de mantener relaciones cordiales tanto con España como con el Real Madrid. Además, en un capítulo dice: "Hay que mantener la cordialidad tanto con Rajoy como con Florentino Pérez".
- Joan Laporta: Muy catalanista, está a favor del independentismo catalán y siempre lleva una estelada amarilla. No quiere a nadie de amigo, a no ser que sea independentista. En un capítulo, Laporta sale durmiendo en el Parlamento catalán, mientras hay un debate entre Artur Mas y Joaquim Nadal.
- Iniesta: Es un jugador pálido y bastante tranquilo, hasta que hablan de Fuentealbilla, su pueblo natal, el cual siempre alaba y defiende a capa y espada... y puños, diciendo la frase "¡Mi pueblo no se toca!".
- Dani Alves: Como buen brasileño, es alegre y siempre está de fiesta, aunque si lo tocan, puede hacer un teatro tan grande que tendrán que disculparse inmediatamente.
- Xavi: Es como el profesor de Messi, siempre le dice el significado de una palabra. En su tiempo libre, crea diversas máquinas futuristas, como una máquina del tiempo, entre otras.
- Cesc Fàbregas (exjugador. También aparece como jugador del Arsenal F.C.): Aparece cuando Mourinho intenta ficharlo para el Real Madrid, cuando este jugaba para el Arsenal F.C. En algunos partidos también se le ve como jugador del Arsenal F.C.
- Víctor Valdés: Es el jugador del Barça más popular por tener una relación con la modelo Yolanda Cardona.
- Samuel Eto'o: Su única aparición fue en el capítulo "Garganta Profunda". Está obsesionado por marcar, por lo que cada noche se salta la malla del Camp Nou hasta las seis de la mañana chutando a puerta, y hasta se hace la ola.
- Bobby Robson: Aparece en el episodio "Regreso al pasado".
- José Mari Bakero: Aparece en el episodio "Regreso al pasado".

Relacionados con la Selección Brasileña de Fútbol (1 en total)
- Neymar Jr. (Jugador): En realidad no aparece, pero se puede deducir cómo es ya que varios jugadores del Real Madrid se disfrazan de él en el episodio "Neymar, Neymar, Neymar".

Otros (13 en total).
- Sebas y Tom (aficionados): Aficionados del Real Madrid y calentadores oficiales de los taburetes del bar donde pasan el día. Su tiempo lo reparten a partes iguales entre seguir la actualidad deportiva y comentarla apasionadamente. Estos dejaron de aparecer porque aparentemente Sebas montó su propio bar después de haber ganado una quiniela acertada en un partido del FC Barcelona en la Liga de Campeones de la UEFA (Champions League), y de repente dieron aparición a Paco y Andreu.
- Paco y Andreu (aficionados): Son seguidores y locos aficionados de su club, Paco del Real Madrid y Andreu del Barcelona, siempre se empeñan en humillarse entre ellos mismos por teléfono. Ellos también son los reemplazos de Sebas y Tom hasta "Marcatoons se acaba (Parte 1)", donde brevemente regresan Sebas y Tom.
- Manolo «el del Bombo» (aficionado).
- Ramoncín (Cantante).
- Fernando Alonso (piloto de Fórmula 1): Aparece normalmente en muy pocas ocasiones de la serie, aunque los episodios donde tuvo más protagonismo son "A Todo Gas" y "Un día en las Carreras", donde Sebas y Tom hacen que se emborrache tomando mucha cerveza y se duerme, y Sebas quiere reemplazarlo, aunque falla considerablemente. Cuando Alonso se despertó, Tom hizo que volviera a dormirse.
- Pau Gasol (baloncestista).
- Shakira: Aparece en algunos episodios con Piqué, y su famosa canción "Loca" es parodiada por Iniesta en "Mi Pueblo no se Toca", aunque Shakira no apareció en dicho capítulo.
- Barack Obama: Hizo su única aparición en "Propósitos para 2011", donde Mourinho se "entrevista" con él en la Casa Blanca en diciembre de 2011 y empiezan a hablar sobre los logros de Mourinho. Pero luego se revela que Mourinho es el presidente y lo saca del lugar, aunque todo esto era solo una imaginación, y técnicamente no aparece.
- Papá Noel.
- Iker Jiménez (presentador).
- Carmen de Mairena.
- Cayetana, duquesa de Alba.
- Vicente Del Bosque: Entrenador de la selección española.
- Jeque Abdullah ben Nasser Al Thani: Presidente del Málaga C.F.
- José María del Nido: Presidente del Sevilla F. C.
- Belén Esteban: Figura pública.
- Jesulín: Figura pública.

## Mundo toons
Mundo Toons era otro producto de Aurea 2004 (empresa que también hacía Marcatoons) en el diario El Mundo. Era con la misma tecnología que Marcatoons, pero con personajes de la política, como Mariano Rajoy, Zapatero, etcétera. Dejaron de hacerse un día después que Marcatoons, tal y como respondió Javier Valero, responsable de Aurea 2004, a un usuario en un comentario de un video de su canal de YouTube: "Llevaba muchas horas haciéndolo, acuérdate, 5 sketches semanales para Marca y 5 para El Mundo, también, en plena crisis económica, junio, casi julio de 2010. Era mucho esfuerzo para la unidad editorial, empresa que nos pagaba, pero algún día volveremos, seguro." Javier Valero asegura que volverán.

## Después de marcatoons
Los Marcatoons originales acabaron en junio de 2010, ya que la Unidad Editorial, en plena crisis económica, no tenía suficiente presupuesto para pagar a la empresa que los hacía (Aurea 2004), pero en 2011 se anunció que COPE había contratado a Aurea 2004 para crear Celebritoons, una serie que se emitiría cada día a las 8:00 con el mismo argumento que Marcatoons y MundoToons, pero en la radio. Aparecieron los mismos personajes y algunos más (José Mourinho, por ejemplo). Esta serie tuvo su final al final de la temporada deportiva 2012-2013, pero las secuelas de Marcatoons no acaban aquí. En la temporada 2013-14, los Celebritoons volvieron, pero en el canal de televisión español Teledeporte. Esta vez no eran personajes 3D, sino personas reales, pero la voz continuaba siendo la misma que en Marcatoons. Por ejemplo, si se quería hacer un sketch de Andrés Iniesta en rueda de prensa, se cogía un fragmento de una rueda de prensa real de Andrés Iniesta, se le quitaba el sonido y se le ponía el diálogo que quisieran. Estos dibujos solo duraron esta temporada. Semanas antes de que la Copa Mundial de Fútbol de 2014 arrancase, se crearon las Nopifias, que eran un programa irreal presentado por Matías Prats (doblado por Javier Valero), donde se repasaba la actualidad deportiva con humor. Cuando salía algún otro personaje, se cogía una foto suya moviendo la boca. Continuaban personajes de Marcatoons, como José Antonio Camacho o Fernando Alonso. En la mayoría de capítulos se hablaba del Mundial de Brasil, aunque también de otros temas como la undécima Champions del Real Madrid, los problemas de Fernando Alonso con Ferrari o la proclamación del Rey Felipe VI de España. La serie tuvo tan solo 15 capítulos. Durante finales de la temporada 2014-2015 y la 2015-16, volverían los Celebritoons, esta vez en La 1 de la mano de Televisión Española. Esta vez serían caricaturas 3D similares a los Marcatoons, pero un poco más modernas. Después, a finales de 2022, se popularizaron memes sobre la serie en Internet.

## Episodios
Ver: Anexo:Episodios de Marcatoons